# 博爾希夫齊
48°34′8″N 27°49′58″E / 48.56889°N 27.83278°E
博爾希夫齊（烏克蘭語：Борщівці），是烏克蘭西南部的村莊，隸屬文尼察州的莫希利夫-波季利斯基區。該村始建於1746年，面積1.8平方公里，海拔高度210米，2001年人口1,022。